# Decorazione al merito dell'Alta Austria
La Decorazione al merito dell'Alta Austria (in tedesco: Ehrenzeichen des Landes Oberösterreich) è un'onorificenza concessa dallo stato federato austriaco dell'Alta Austria.

## Storia
La decorazione dell'Alta Austria è stata istituita il 23 marzo 1973 per premiare quanti abbiano compiuto servizi speciali nel campo dei lavori pubblici e privati nonché per il benessere generale o comunque che abbiano contribuito a promuovere lo sviluppo dell'Alta Austria.

## Classi
La medaglia è suddivisa in sei di benemerenza:
- Gran decorazione in oro
- Gran decorazione in oro
- Decorazione
- Medaglia d'oro
- Medaglia d'argento
- Medaglia

La medaglia è costituita da una croce patente smaltata coi colori dell'Alta Austria (bianco e rosso). Al centro della decorazione si trova uno scudo smaltato con lo stemma della Bassa Austria.
La stella dell'ordine è costituita da una placca a forma stella raggiante argento, sovrastata dalle insegne dell'ordine smaltate.
Il nastro dell'ordine è costituito da una fascia bipartita bianca e rossa.

## Insigniti notabili
- Lelio Spannocchi
- Erwin Pröll